# Brianita
La brianita es un mineral de la clase de los minerales fosfatos. Fue descubierta en 1966 en un meteorito metálico caído en Dayton, estado de Ohio (Estados Unidos), siendo nombrada así en honor de Brian Mason, geólogo neozelandés-estadounidense experto en meteoritos. Un sinónimo es su clave: IMA1966-030.

## Características químicas
Es un fosfato anhidro de sodio, calcio y magnesio sin aniones adicionales.
Isoestructural con la merwinita (Ca3Mg(SiO4)2).

## Formación y yacimientos
Aparece como componente muy raro en nódulos de fosfatos en metoritos metálicos.
Suele encontrarse asociado a otros minerales como: panethita, whitlockita, albita, enstatita, schreibersita, camacita, taenita, grafito, esfalerita o troilita.